# Grande-Bretagne aux Jeux olympiques d'hiver de 1924
La Grande-Bretagne participe aux Jeux olympiques d'hiver de 1924 à Chamonix en France du 24 janvier au 5 février 1924.
L'équipe de Grande-Bretagne olympique a remporté quatre médailles, se situant à la 6e place des nations au tableau des médailles.

## Liste des médaillés britanniques

### Médailles d'or
- Curling
  - Hommes : William Jackson, Thomas Murray, Robin Wesh et Laurence Jackson.

### Médailles d'argent
- Bobsleigh
  - Bob à quatre : Ralph Broome, Thomas Arnold, Alexander Richardson et Rodney Soher.

### Médailles de bronze
- Hockey sur glace
  - Hommes : William Anderson, Lorne Carr-Harris, Colin Carruthers, Eric Carruthers, Guy Clarkson, Ross Cuthbert, Geoffrey Holmes, Hamilton Jukes, Edward Pitblado, Blaine Sexton

- Patinage artistique
  - Individuel femmes : Ethel Muckelt.

## Résultats

### Bobsleigh
| Bob  | Athlètes (pilote listé en premier)                           | Manche 1      | Manche 1 | Manche 2      | Manche 2 | Manche 3      | Manche 3 | Manche 4      | Manche 4 | Total         | Total  |
| Bob  | Athlètes (pilote listé en premier)                           | Temps         | Rang     | Temps         | Rang     | Temps         | Rang     | Temps         | Rang     | Temps         | Rang   |
| ---- | ------------------------------------------------------------ | ------------- | -------- | ------------- | -------- | ------------- | -------- | ------------- | -------- | ------------- | ------ |
| no 4 | Ralph Broome Thomas Arnold Alexander Richardson Rodney Soher | 1 min 28 s 73 | 2e       | 1 min 28 s 67 | 2e       | 1 min 25 s 76 | 2e       | 1 min 25 s 67 | 1re      | 5 min 48 s 83 | Argent |
| no 3 | William Horton Archibald Crabbe Gerard Fairlie George Pim    | 1 min 42 s 33 | 5e       | 1 min 41 s 28 | 5e       | 1 min 38 s 58 | 5e       | 1 min 38 s 52 | 5e       | 6 min 40 s 71 | 5e     |

### Combiné nordique
Alexander Keiller, inscrit, est non partant. Il est également non partant aux épreuves de saut à ski et en ski de fond.

### Hockey sur glace[2]
Neuf nations s'inscrivent pour le tournoi de hockey sur glace. Cependant, suivant le retrait de l'Autriche, seul huit y prennent part, celles-ci étant réparties en deux groupes de quatre pour le premier tour dont les deux premiers se qualifient pour la Poule finale.

#### Tour préliminaire
| 29 janvier | France | 2-15 (1-5, 1-3, 0-7) | Grande-Bretagne | Stade olympique |

| 30 janvier | Grande-Bretagne | 19-3 (8-1, 6-1, 5-1) | Belgique | Stade olympique |

| 31 janvier | États-Unis | 11-0 (6-0, 2-0, 3-0) | Grande-Bretagne | Stade olympique |

| Clt   | Équipe          | PJ | V | D | N | BP | BC | Pts |
| ----- | --------------- | -- | - | - | - | -- | -- | --- |
| +001, | États-Unis      | 3  | 3 | 0 | 0 | 52 | 0  | 6   |
| +002, | Grande-Bretagne | 3  | 2 | 1 | 0 | 34 | 16 | 4   |
| +003, | France          | 3  | 1 | 2 | 0 | 9  | 42 | 2   |
| +004, | Belgique        | 3  | 0 | 3 | 0 | 8  | 45 | 0   |

- Qualifiés pour la Poule finale

#### Groupe final
| 1 février | Canada | 19-2 (6-2, 6-0, 7-0) | Grande-Bretagne | Stade olympique |

| 2 février | Grande-Bretagne | 4-3 (0-1, 2-2, 2-0) | Suède | Stade olympique |

| Rang | Équipes         | J | V | N | D | Buts | Dif | Pts |
| ---- | --------------- | - | - | - | - | ---- | --- | --- |
| 1    | Canada          | 3 | 3 | 0 | 0 | 47:3 | +44 | 6   |
| 2    | États-Unis      | 3 | 2 | 0 | 1 | 32:6 | +26 | 4   |
| 3    | Grande-Bretagne | 3 | 1 | 0 | 2 | 6:33 | -27 | 2   |
| 4    | Suède           | 3 | 0 | 0 | 3 | 3:46 | -43 | 0   |

### Patinage artistique

#### Individuels messieurs
| Athlètes       | Nature des figures | Juge 1 | Juge 1 | Juge 2 | Juge 2 | Juge 3 | Juge 3 | Juge 4 | Juge 4 | Juge 5 | Juge 5 | Juge 6 | Juge 6 | Juge 7 | Juge 7 | Total   | Total | Total |
| Athlètes       | Nature des figures | Notes  | Place  | Notes  | Place  | Notes  | Place  | Notes  | Place  | Notes  | Place  | Notes  | Place  | Notes  | Place  | Moyenne | Somme | Rang  |
| -------------- | ------------------ | ------ | ------ | ------ | ------ | ------ | ------ | ------ | ------ | ------ | ------ | ------ | ------ | ------ | ------ | ------- | ----- | ----- |
| Jack Page      | Imposés            | 154,75 | 5e     | 154    | 5e     | 226    | 7e     | 184,25 | 6e     | 173    | 4e     | 185,25 | 5e     | 180,50 | 4e     | 295,36  | 36    | 5e    |
| Jack Page      | Libres             | 100,75 | 5e     | 110,50 | 5e     | 104    | 7e     | 120,25 | 6e     | 130    | 4e     | 117    | 5e     | 126,75 | 4e     | 295,36  | 36    | 5e    |
| Jack Page      | Total              | 255,50 | 5e     | 264,50 | 5e     | 330    | 7e     | 304,50 | 6e     | 303    | 4e     | 302,25 | 5e     | 307,25 | 4e     | 295,36  | 36    | 5e    |
| Herbert Clarke | Imposés            | 125    | 10e    | 135,75 | 10e    | 199    | 10e    | 154,75 | 10e    | 136,25 | 10e    | 154,75 | 10e    | 151,75 | 10e    | 219,75  | 70    | 10e   |
| Herbert Clarke | Libres             | 68,25  | 10e    | 68,25  | 10e    | 52     | 10e    | 84,50  | 10e    | 52     | 10e    | 65     | 10e    | 91     | 10e    | 219,75  | 70    | 10e   |
| Herbert Clarke | Total              | 193,25 | 10e    | 204    | 10e    | 251    | 10e    | 239,25 | 10e    | 188,25 | 10e    | 219,75 | 10e    | 242,75 | 10e    | 219,75  | 70    | 10e   |

### Patinage de vitesse

#### 500m
| Épreuve | Athlète    | Course      | Course |
| Épreuve | Athlète    | Temps       | Rang   |
| ------- | ---------- | ----------- | ------ |
| 500 m   | Fred Dix   | 56 s 4      | 23e    |
| 500 m   | Tom Sutton | 1 min 0 s 8 | 25e    |
| 500 m   | Cyril Horn | 1 min 4 s 4 | 27e    |

#### 5 000m
| Épreuve | Athlète       | Course       | Course |
| Épreuve | Athlète       | Temps        | Rang   |
| ------- | ------------- | ------------ | ------ |
| 5000 m  | Albert Tebbit | 11 min 1 s 0 | 20e    |